# Sixte de Reims
Pour les articles homonymes, voir Saint Sixte et Sixte.
Sixte de Reims est considéré comme le premier évêque (épiscope) de Soissons, puis de Reims au IIIe siècle. Déclaré saint, il est fêté le 1er septembre.    

## Biographie
Après avoir parcouru avec son collègue Sinice le pays rémois et le Soissonnais, il se fixe d'abord à Soissons, dont il devient le premier évêque, avant d'aller à Reims et d'établir Sinice à sa place.  
Il occupe la fonction d'évêque de Reims vers 260 pour une vingtaine d'années. Il est enterré dans l'église de la ville, qui porte désormais son nom et celui de son successeur : Saint-Sixte et Saint-Sinice. 
En 920, ses ossements sont transférés dans l'église Saint-Remi de Reims par l'archevêque Hérivé. Il est fêté le 1er septembre, en même temps de Nivard et Sinice.

### Articles liés
- Liste des évêques et archevêques de Reims
- Archidiocèse de Reims